# Cellana testudinaria
Cellana testudinaria là một loài ốc biển săn mồi, là động vật thân mềm chân bụng sống ở biển trong họ Naticidae, họ ốc mặt trăng.

## Tham khảo

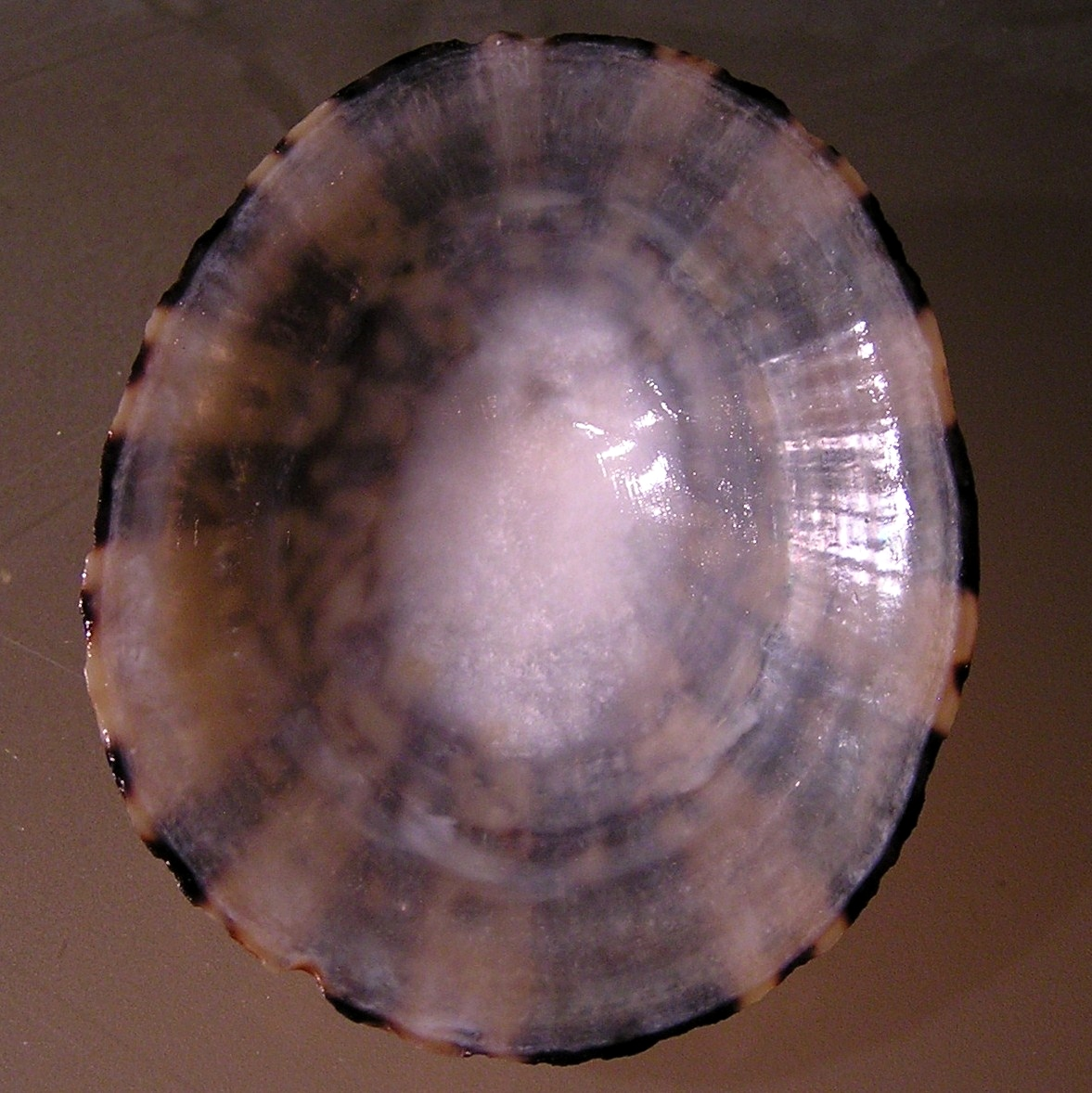
Cellana testudinaria, ventral view